# Nikolas Stihl
Nikolas Stihl (Ludwigsburgo, 22 de maio de 1960) é um empresário alemão. Em 2012 assumiu a presidência do conselho consultivo da Stihl AG e o Conselho Fiscal da Stihl de seu pai, Hans Peter Stihl. Assim, os principais órgãos de decisão da Stihl e sua gestão estratégica permanecem nas mãos da família Stihl.

## Vida
Nikolas Stihl estudou engenharia mecânica de 1980 a 1988 na Universidade de Stuttgart. Em 1997 obteve um doutorado na Universidade de Tecnologia de Chemnitz. Suas primeiras experiências práticas como engenheiro foram adquiridas na Mercedes-Benz AG.